# Велика очекивања
Велика очекивања (енгл. Great Expectations) роман је енглеског књижевника Чарлса Дикенса, оригинално објављен 1861. године. Протагониста и наратор је Филипс Пирип Пип, младић који је одрастао као сиромашно сироче у мочварама Кента, и коме тајанствени доброчинитељ омогућава образовање и прилику да у Лондону покуша постати припадником „пристојног” друштва. Радња приказује како му нови живот поставља бројна искушења, од којих су многа везана за хладну али лепу девојку Естелу.
Велика очекивања је био Дикенсов тринаести и претпоследњи роман; иако није био најпопуларнији, велики део критичара и историчара књижевности га сматра најзрелијим. Док, с једне стране, по својој структури представља пример образовног романа, у њему Дикенс користи прилику да с великом дозом друштвене критике, али и за тадашње стандарде прилично експлицитно, прикаже сиромаштво и друге аспекте друштвене патологије у Енглеској његовог времена. Читатеље је, међутим, највише освојио приказом низа необичних и ексцентричних ликова као што је Естелина богата старатељица Госпођица Хавишам.
Велика очекивања је у 20. веку постао предметом бројних телевизијских и филмских екранизација, међу којима се највише истиче истоимени филм Дејвида Лина из 1946. године.